# 클리나멘
클리나멘 ( Clinamen ) 은 에피쿠로스의 원자 이론을 변호하기 위해 루크레티우스가 지은 원자의 예측할 수 없는 이탈이란 뜻의 라틴명이다. 루크레티우스에 의하면 이 이탈은 온 세상을 통해 살아 있는 생명체들에게 자유의지를 제공한다.
이 용어는 해럴드 블룸이 그의 저서 < 영향에 대한 불안 > 에서 시인이 그들의 선배 시인의 영향으로부터 이탈하려는 경향을 묘사하기 위해 사용되었다.

## 같이 보기
- 브라운 운동
- 물활론 (철학)
- 푸아송 잡음
- 유물론